# Loppenhausen
Loppenhausen ist ein Ortsteil der Gemeinde Breitenbrunn im schwäbischen Landkreis Unterallgäu mit ungefähr 600 Einwohnern.

## Geographie
Das Pfarrdorf liegt in Mittelschwaben, 10 Kilometer südlich von Krumbach und 17 Kilometer nördlich von Mindelheim.
Durch den Ort fließt der Fluss Kammel. Östlich befindet sich der Hügel Boschhorn, auf dessen Spitze ein kunstgeschmiedetes Kreuz steht. Alljährlich an Mariä Himmelfahrt wird auf dem Boschhorn ein katholischer Gottesdienst gefeiert, die sogenannte Bergmesse.

## Geschichte
Zu Ende des Zweiten Weltkrieges, am 15. Januar 1945, entging der Ort nur knapp einer Katastrophe. Aufgrund Nebels lag bei einer US-Bombergruppe ein Orientierungsfehler vor; anstatt auf die Gleisanlage des Augsburger Hauptbahnhofs wurde die Bombenlast unmittelbar nördlich des Dorfes abgeworfen – vom westlichen Waldrand aus quer über das Kammeltal bis zur östlichen Talhöhe der Flurgrenze zu Hasberg wurden 86 Bombeneinschläge gezählt. Verletzt oder getötet wurde niemand.
Am 1. Mai 1978 wurde im Zuge der Gemeindegebietsreform das bis dahin selbständige Loppenhausen mit den Ortsteilen Oberberghöfe und Unterberghöfe in die Gemeinde Breitenbrunn eingegliedert.

## Verkehr
Loppenhausen wird von der Bundesstraße 16 durchquert. Es hat einen Haltepunkt an der Mittelschwabenbahn.

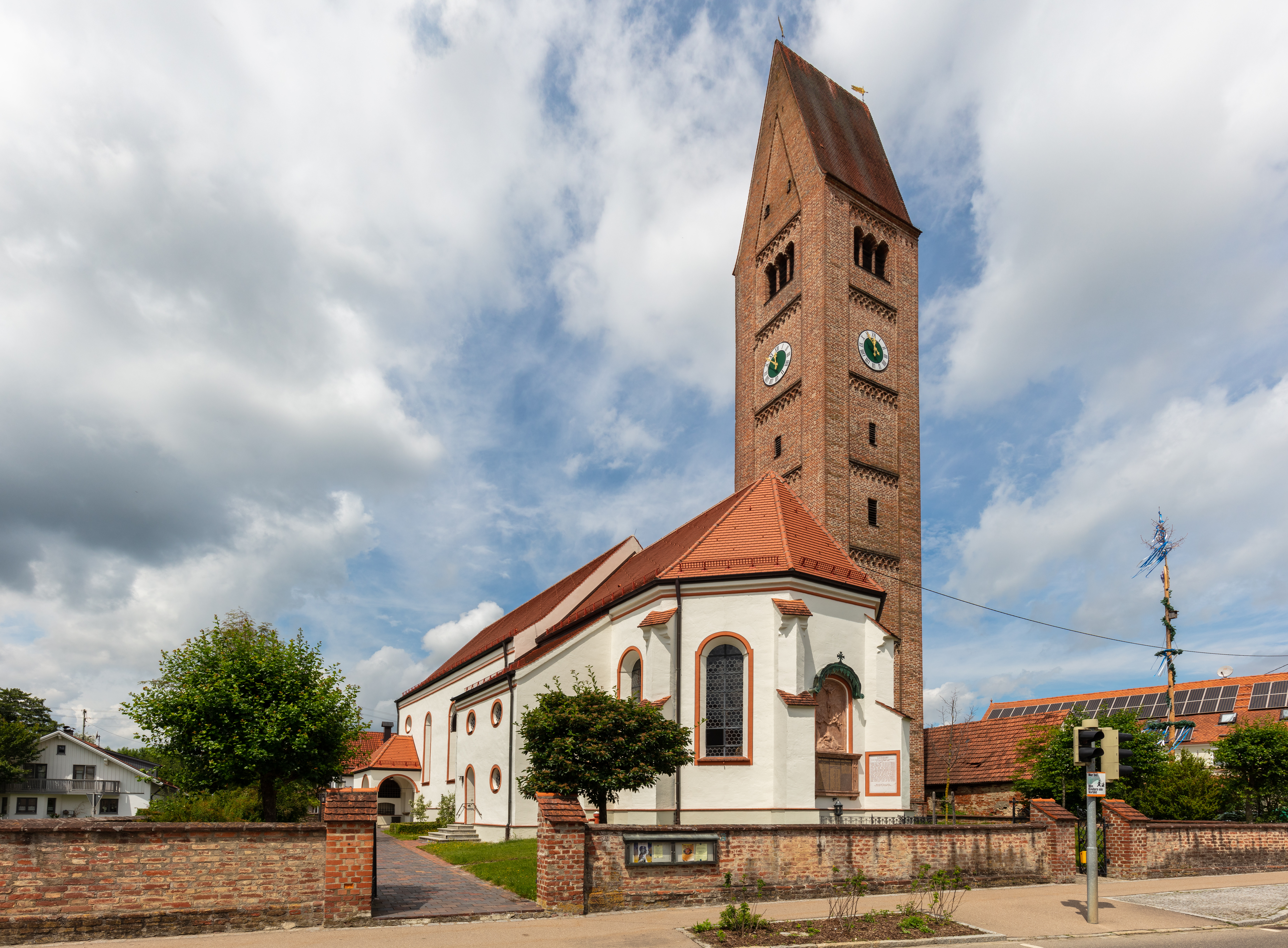
Pfarrkirche in Loppenhausen

## Sehenswürdigkeiten
- Friedhofstraße 1; Leichenhaus, Satteldachbau mit Dachreiter und Kreuzigungsgruppe des 2. Viertel 18. Jahrhundert, 1866; im neuen Friedhof
- Hauptstraße 56; Pfarrhaus, zweigeschossiger, giebelständiger Satteldachbau mit profiliertem Traufgesims, 1812; Pfarrstadel, Satteldachbau mit korbbogigem Tor, 1812
- Hauptstraße 59; Kath. Pfarrkirche St. Johannes Baptist und Blasius, flachgedeckter Saalbau mit eingezogenem Chor unter Stichkappentonne, nördlicher Satteldachturm, im Kern spätgotisch, Turm bez. 1522 und 1524, Veränderungen um 1710, mit Ausstattung
- Hauptstraße 63; Zugehöriges Nebenhaus, zweigeschossiger Satteldachbau, bez. 1852
- Kapellenweg 6; Wohnhaus, Kleinhaus mit Halbwalmdach und Zwerchhaus, Anfang 19. Jahrhundert.
- Kapellenweg; Kath. Kapelle St. Maria, kleiner Rechteckbau mit Satteldach und halbrundem Schluss, 18. Jahrhundert, mit Ausstattung
- Feldkapelle, kleiner, pilastergegliederter Rechteckbau mit Rundbogenöffnung, 2. Hälfte 19. Jahrhundert, mit Ausstattung (am nördlichen Ortsende)
- Bildstock; pilastergegliederter Rechteckbau mit Nische, 18. Jahrhundert (1 Kilometer nordöstlich des Ortes)

## Einrichtungen
Es gibt eine Freizeitanlage für folgende Sportarten/Aktivitäten: Skaterbahn, Eislaufplatz (bei Dauerfrost), Basketball, Beachballplatz (Volleyball/Fußball), Sommer-Eisstockbahn.
Im Wald westlich von Loppenhausen wurden acht Wanderrouten ausgeschildert. Deren Länge variiert zwischen 3,4 und 9,5 Kilometern.

### Vereine
- FC Loppenhausen
- Musikverein Loppenhausen
- Loppenhausenaktiv
- Schützenverein Boschhorn Loppenhausen
- Bayer. Bauerverband, Ortsgruppe Loppenhausen
- Fischereiverein Loppenhausen
- Freiwillige Feuerwehr Loppenhausen
- Gemischter Chor
- Gesang- und Theaterverein Loppenhausen
- Junggesellenverein Loppenhausen
- Krieger- und Soldatenverein Loppenhausen